# 아베 마사하루 (1637년)
아베 마사하루(일본어: 阿部正春, 1637년 ~ 1716년 7월 26일)는 에도 시대 전기부터 중기까지의 다이묘이다. 가즈사 오타키 신덴 번주(미우라씨 시절), 무사시 이와쓰키 번 제4대 번주, 가즈사 오타키번주, 미카와 가리야 번 초대 번주를 지냈다. 아베 종가(阿部家宗家) 제4대 당주이자 사누키 번 아베가(종가는 빈고 후쿠야마 번주 가문)의 시조이다.
|  | 오타키 신덴 번 번주 (미우라가, 후다이 아베가) 1651년 ~ 1659년 | 후임 이와쓰키 번에 병합, 폐번 |

| 전임 아베 사다타카 | 제4대 이와쓰키 번 번주 (후다이 아베 종가) 1659년 ~ 1671년 | 후임 아베 마사쿠니 |

| 전임 이와쓰키 번과 오시 번으로 분할 (아베 마사요시) | 오타키번 번주 (후다이 아베가, 빈고 후쿠야마 번 분가) 1671년 ~ 1702년 | 후임 이나가키 시게토미 |

| 전임 이나가키 시게토미 | 제1대 미카와 가리야 번 번주 (후다이 아베가) 1702년 ~ 1709년 | 후임 아베 마사타네 |